# Néyo (peuple)
Cet article concerne le peuple Néyo. Pour la langue Néyo, voir Néyo (langue).
 (septembre 2021).
Si vous disposez d'ouvrages ou d'articles de référence ou si vous connaissez des sites web de qualité traitant du thème abordé ici, merci de compléter l'article en donnant les références utiles à sa vérifiabilité et en les liant à la section « Notes et références ».
Les Néyo sont un sous-groupe ethnique Krou établis au sud-ouest de la Côte d'Ivoire dans la commune et sous-préfecture de Sassandra. C'est une tribu de moins de 10 000 personnes réparties sur 25 villages le long de la côte, de part et d'autre du fleuve Sassandra.

## Population
Les Néyo vivant aujourd'hui dans leur village sont estimés entre 3 000  et   10 000 personnes. Aucune indication n'est disponible sur les Néyo vivant en dehors des 25 villages néyos (principalement à Abidjan, en France et aux États-Unis).
Leur situation démographique est d'autant plus alarmante que le développement de la ville de Sassandra et de son arrière-pays immédiat a fait d'eux une entité minoritaire dans l'équation actuelle du peuplement de l'embouchure, où les allochtones sont quatre fois plus nombreux que les autochtones.

## Distribution géographique
Les villages néyos se situent sur la côte Ouest de la Côte d'Ivoire, au bord du golfe de Guinée et de part et d'autre du fleuve Sassandra.
Voici la liste des 24 villages néyos historiques, dont deux ne sont plus habités.
D'ouest en est, à partir de Monogaga, village Woni et dernier village non Néyo sur la côte.
- 01- Péko : village inhabité
- 02- Niéga
- 03- Godé
- 04- Goviadou
- 05- Latéko
- 06- Bassa
- 07- Vodiéko
- 08- Lébléko
- 09- Niézéko
- 10- Djoniéko

En montant vers le nord, sur la rive Ouest du Sassandra.
- 11- Groudou
- 12- Lopidou
- 13- Missé
- 14- Gaourou

En redescendant au sud, sur la rive Est du Sassandra.
- 15- Loïri
- 16- Gapéïpo
- 17- Dabéda
- 18- Niani
- 19- Brodié

D'ouest en est, en longeant le golfe de Guinée.
- 20- Diégoïpo (en français d'Afrique : Coco Plage)
- 21- Kadropa
- 22- Lipoyo
- 23- Aoropa
- 24- Dabéko

## Langue
La langue des Neyo fait partie du groupe des langues Kru, lui-même issu du groupe linguistique langues nigéro-congolaises

## Histoire
Parmi les nombreuses versions expliquant l'origine de l'ethnonyme Néyo, la plus crédible semble être celle qui fait de ce terme la contraction de Néné-yo, « les enfants de Néné », ancêtres des premiers occupants de l'embouchure du Sassandra, les Gnagbia, aujourd'hui disparus. Mais on peut dire aussi que « Nè » signifiant mère, « Nè yo » veut dire « enfants de la même mère » et donc « frères ». Donc les Néyo sont des « frères ». 
C'est de part et d'autre de l’embouchure du fleuve Sassandra que s'est constituée, du XVe siècle à la fin du XIXe siècle, l'entité Néyo actuelle, à partir de groupements extrêmement disparates, venant des pays Krou, Guéré, Bété, Bakwè et Godié, et sans doute attirés par les possibilités commerciales qu'offrait l'endroit, depuis que les Portugais avaient jeté pour la première fois l'ancre devant le rio Sao Andre en 1471. 
Les Néyo ont été les intermédiaires obligatoires du commerce pré-colonial entre les populations de l'arrière-pays (Bété et même Wè, par l'intermédiaire des Kodia qui contrôlaient le fleuve) et les navires portugais puis hollandais, danois, anglais et finalement français, qui avaient de grandes difficultés à franchir la barre et qui craignaient de s'enfoncer dans les terres.
En 1893, Georges Thomann explorateur et administrateur colonial français, débarque à Sassandra et créé le premier Cercle de Sassandra. Ce sont les débuts de la Colonisation française. En linguiste et ethnologue amateur, il publie de nombreux récits et essais qui constituent aujourd'hui un témoignage extrêmement précieux sur l'histoire, les habitudes quotidiennes et la langue des Néyo du début du XXe siècle.

## Organisation sociale
Les Néyo sont une société patriarcale, organisée en groupes familiaux et en villages. Le pouvoir est exercé par un « conseil de sages » composé des doyens et des chefs de lignages (familles) du village et d'un chef du village, désigné lors d'une assemblée.
Le pouvoir n'est pas héréditaire, il se conquiert avec l'âge, la richesse, la puissance, l'importance de la descendance et la sagesse.
Les femmes ne participent pas aux assemblées des hommes et n'ont aucun rôle politique. 
L'ethnie Néyo est formée de dix (10) tribus, ou gbini ; la tribu commandée autrefois par un kè (de l'anglais « king »), correspond tantôt à une fédération de patriclans (ou de patrilignages majeurs), tantôt au simple patriclan (ou patrilignage). Elle se subdivise, comme chez les Godié, en lolokpa et lignages moyens ; le lolokpa, unité le plus souvent encore exogamique, se définissant comme l'ensemble des individus descendant en ligne agnatique d'un même ancêtre. Le lignage moyen se segmente en lolohuri, lignages mineurs (ou minimaux), le lolohuri tendant actuellement à supplanter le lolokpa en tant cadre de l'exogamie.

## Religion
Ils sont historiquement animistes mais beaucoup se sont convertis au catholicisme à l'arrivée des premiers missionnaires. Aujourd'hui, le catholicisme en perte de vitesse est largement supplanté par le protestantisme évangélique. Quelques très rares Néyo sont devenus musulmans. 
Mais qu’ils soient plus ou moins athées, respectueux des phénomènes de la nature ou convertis à l'une ou l'autre des religions monothéistes, la plupart conservent une croyance tenace dans le pouvoir du sorcier et restent convaincus qu'on ne meurt pas de mort naturelle.